# Плавання на Чемпіонаті Європи з водних видів спорту 2021 — змішана естафета 4x100 метрів комплексом
Змагання з плавання в змішаній естафеті 4x100 метрів комплексом на Чемпіонаті Європи з водних видів спорту 2021 відбулися 20 травня.

## Рекорди
|                   | Країна          | Час     | Місто  | Дата           |
| ----------------- | --------------- | ------- | ------ | -------------- |
| Світовий рекорд   | КНР             | 3:38.56 | Циндао | 01 жовтня 2020 |
| Рекорд Європи     | Велика Британія | 3:40.18 | Глазго | 6 серпня 2018  |
| Рекорд чемпіонату | Велика Британія | 3:40.18 | Глазго | 6 серпня 2018  |

## Результати[1]

### Попередні запливи
| Місце | Заплив | Доріжка | Країна          | Плавці | Час     | Примітки |
| ----- | ------ | ------- | --------------- | --- | ------- | -------- |
| 1     | 3      | 8       | Велика Британія | Джо Лайтфілд (53.92) Адам Піті (57.63) Геріет Джонс (58.66) Анна Гопкін (53.09)                                                   | 3:43.30 | Q        |
| 2     | 1      | 6       | Італія          | Сімон Саббіоні (54.25) Ніколо Мартіненгі (58.11) Єлена Ді Ліддо (57.89) Сільвія Ді П'єтрі (53.84)                                 | 3:44.09 | Q        |
| 3     | 3      | 7       | Росія           | Григорій Тарасевич (53.42) Далила Сем'янінов (59.66) Світлана Чімрова (57.37) Аріна Суркова (54.63)                               | 3:45.09 | Q        |
| 4     | 2      | 6       | Нідерланди      | Раномі Кромовідьойо (1:01.58) Арно Каммінга (58.31) Нілс Костанге (52.52) Фемке Гемскерк (52.85)                                  | 3:45.26 | Q        |
| 5     | 3      | 4       | Франція         | Йоханн Нбоє Бруа (53.64) Тео Буссіре (59.97) Марі Ваттель (57.83) Асся Туаті (54.95)                                              | 3:46.39 | Q        |
| 6     | 3      | 1       | Польща          | Алісія Щорж (1:01.02) Ян Козакевич (59.67) Якуб МаЄрськи (51.11) Корнелія Фідкевич (54.63)                                        | 3:46.43 | Q        |
| 7     | 2      | 7       | Іспанія         | Г'юго Гонсалез де Олівейра (53.00) Джессіка Монтеро Волл (1:07.31) Альберто Лозано Матеос (52.24) Лідон Муньоз Дель Кампо (54.05) | 3:46.60 | Q        |
| 8     | 1      | 7       | Швейцарія       | Тьєрі Боллен (55.34) Ліза Мамі (1:06.56) Ноа Понті (50.91) Марія Уголкова (54.04)                                                 | 3:46.85 | Q        |
| 9     | 1      | 5       | Білорусь        | Віктор Стаселович (54.50) Ілля Шиманович (58.22) Анастасія Куляшова (59.05) Настася Караковська (56.06)                           | 3:47.83 |          |
| 10    | 2      | 0       | Швеція          | Густав Гокфельд (55.15) Йоганес Скагіус (1:00.13) Сара Джоневік (58.96) Мішель Колман (53.74)                                     | 3:47.98 |          |
| 11    | 3      | 2       | Данія           | Каролін Соренсен (1:02.40) Тобіас Бйорн (58.98) Емілі Бекманн (58.04) Матіас Русгаард (48.64)                                     | 3:78.06 |          |
| 12    | 2      | 5       | Чехія           | Томас Франта (54.61) Матей Забойнік (1:01.73) Барбора Яніскова (1:00.01) Барбора Сіманова (52.51)                                 | 3:48.86 |          |
| 13    | 2      | 3       | Ірландія        | Шейн Раян (54.50) Дара Грін (59.09) Елен Волше (1:00.18) Даніель Гілл (55.31)                                                     | 3:49.08 |          |
| 14    | 2      | 8       | Греція          | Евангелос Макригіаніс (54.88) Константінос Мерецоліас (1:00.46) Анна Нтонтунакі (57.58) Теодора Дракоу (56.79)                    | 3:49.21 |          |
| 15    | 1      | 1       | Німеччина       | Надін Лайммлер (1:02.70) Мелвін Імуду (1:00.67) Рамон Кленц (52.25) Джулія Мрозинськи (55.17)                                     | 3:50.79 |          |
| 16    | 1      | 4       | Естонія         | Армін Еверт Лелль (55.88) Енелі Єфімова (1:07.44) Алекс Ахтіаінен (52.72) Алекса Голд (54.90)                                     | 3:50.94 |          |
| 17    | 3      | 9       | Болгарія        | Габріела Георгієва (1:04.33) Любомир Епітропов (1:01.53) Джозіф Міладінов (51.48) Діана Петрова (54.80)                           | 3:52.14 |          |
| 18    | 3      | 5       | Угорщина        | Річард Бохус (54.87) Анна Станкович (1:08.08) Дора Хасазі (1:00.62) Петер Голода(48.64)                                           | 3:52.21 |          |
| 19    | 1      | 2       | Австрія         | Бернхард Рейсшамер (55.10) Крістофер Росбауер (1:01.08) Лена Креундль (1:00.71) Корнелія Паммер (55.88)                           | 3:52.77 |          |
| 20    | 1      | 3       | Туреччина       | Метін Айдін (56.42) Деміркан Демір (1:01.13) Ніда Еміз Устундаг (1:00.86) Селен Озбілен (55.98)                                   | 3:54.39 |          |
| 21    | 2      | 9       | Норвегія        | Індеборг Лоунінг (1:04.24) Андре Гріндхейм (1:00.18) Томо Зенімото Гвас (52.75) Малене Рипестоль(57.29)                           | 3:54.46 |          |
| 22    | 2      | 1       | Молдова         | Тетяна Сангутан (1:02.63) Анастасія Басісто (1:08.52) Олексій Санков (52.69) Костянтин Малачі (50.91)                             | 3:54.75 |          |
| 23    | 3      | 3       | Ізраїль         | Михайло Лайтаровський (55.46) Ліа Полонські (1:10.16) Томер Франкель (53.44) Дарія Головати (55.72)                               | 3:54.78 |          |
| 24    | 3      | 0       | Литва           | Угне Мазутаїтуте (1:03.87) Котрина Тетеревкова (1:08.84) Дейвідас Маргевічус (52.42) Сімонас Біліз(49.73)                         | 3:54.86 |          |
| 25    | 2      | 4       | Словаччина      | Тамара Поточка (1:04.23) Томас Клобучник (1:01.59) Зора Ріпкова (1:00.82) Матей Дуса (49.23)                                      | 3:55.87 |          |
| 26    | 3      | 6       | Латвія          | Гіртс Фелдберг (56.46) Даніїлс Бобровс (1:02.78) Аріна Байкова (1:05.08) Габріела Нікітіна (56.58)                                | 4:00.90 |          |
| 27    | 2      | 2       | Андорра         | Моніка Рамірез Абелла (1:06.01) Надія Тудо Кубельс (1:14.91) Бернат Ломеро Аренас (56.96) Томас Ломеро Аренас(52.13)              | 4:10.01 |          |

### Фінал[2]
| Місце | Доріжка | Країна          | Плавці | Час     | Примітки |
| ----- | ------- | --------------- | --- | ------- | -------- |
| 1     | 4       | Велика Британія | Кетлін Доусон (58.43) Адам Піті (57.13) Джеймс Гай (50.61) Анна Гопкін (52.65)                                             | 3:38.82 | CR, ER   |
| 2     | 6       | Нідерланди      | Кіра Тусен (59.59) Арно Каммінга (58.37) Нілс Костанге (51.45) Фемке Гемскерк (51.87)                                      | 3:41.28 |          |
| 3     | 5       | Італія          | Маргеріта Панзієра (59.55) Ніколо Мартіненгі (58.05) Єлена Ді Ліддо (57.54) Алессандро Міреззі (47.16)                     | 3:42.30 |          |
| 4     | 4       | Росія           | Клімент Колесніков (52.09) Юлія Єфімова (1:06.01) Андрій Мінаков (51.64) Марія Каменева (53.86)                            | 3:46.16 |          |
| 5     | 1       | Швейцарія       | Роман Мітюков (53.92) Ліза Мамі (1:07.21) Ноа Понті (50.98) Марія Уголкова (54.05)                                         | 3:45.82 |          |
| 6     | 8       | Білорусь        | Віктор Стаселович (54.93) Ілля Шиманович (58.00) Анастасія Куляшова (58.91) Анастасія Шкурдай (54.98)                      | 3:46.82 |          |
| 7     | 2       | Польща          | Каспер Стоковські (54.38) Ян Козакевич (1:00.90) Пауліна Педа (58.94) Катаржина Васіск (54.80)                             | 3:49.02 |          |
| 8     | 7       | Іспанія         | Ніколас Гарсія Сайз (54.90) Джессіка Монтеро Волл (1:08.18) Альберто Лозано Матеос (52.39) Лідон Муньоз Дель Кампо (54.43) | 3:49.90 |          |